# IC 264
IC 264 ist eine elliptische Galaxie mit ausgedehnten Sternentstehungsgebieten vom Hubble-Typ E3 im Sternbild Walfisch südlich des Himmelsäquators. Sie ist schätzungsweise 331 Millionen Lichtjahre von der Milchstraße entfernt und hat einen Durchmesser von etwa 35.000 Lj.

Im selben Himmelsareal befinden sich u. a. die Galaxien NGC 1090, NGC 1094, NGC 1104, IC 263.
Das Objekt wurde am 9. November 1891 vom französischen Astronomen Stéphane Javelle entdeckt.